# Maison (90 rue Colbert, Tours)
La maison 90 rue Colbert est une ancienne maison particulière dans la ville de Tours, dans le département français d'Indre-et-Loire.
Construite au XVIIIe siècle, certaines fenêtres de sa façade orientale et les balcons qui les décorent sont inscrits comme monuments historiques en 1946.

## Localisation
La maison est située dans le Vieux-Tours, du côté nord de la rue Colbert. Celle-ci, reprenant le tracé d'une voie antique, est jusqu'au XVIIIe siècle la principale rue de Tours, reliant les quartiers proches de la basilique Saint-Martin à l'ouest au secteur de la cathédrale Saint-Gatien à l'est.

## Histoire
La maison est construite au XVIIIe siècle et certaines de ses fenêtres ainsi qu'un escalier sont inscrits comme monument historique par arrêté du 8 juillet 1946,.

## Description
La maison comporte deux étages et un comble au-dessus du rez-de-chaussée et les fenêtres du premier étage de sa façade orientale sont décorées de balcons en fer forgé de la même époque.

## Pour en savoir plus